# Elecciones del Distrito Metropolitano de Quito de 2004
Las elecciones del Distrito Metropolitano de Quito de 2004 tuvieron lugar el 17 de octubre de dicho año. Mediante sufragio directo de los electores se eligió al Alcalde Metropolitano de Quito y a 8 de los 15 Concejales Metropolitanos para encabezar el Municipio de Quito.
El candidato que recibió la mayoría de los votos (43,14%) para ser Alcalde Metropolitano de Quito fue Paco Moncayo de ID en alianza con Pachakutik consiguiendo su reelección, el segundo lugar fue para Rodrigo Paz, exalcalde de Quito cuya candidatura fue auspiciada por el Movimiento Quito en Acción en alianza con el Partido Socialista Frente Amplio.
La mayoría de Concejales, también fueron para Izquierda Democrática que en alianza con Pachakutik logró 6 de las 8 concejalías en juego.

## Resultados

### Alcalde Metropolitano[2]
| Partido                                                       | Candidato a Alcalde         | Votos   | %      |
| ------------------------------------------------------------- | --------------------------- | ------- | ------ |
| Izquierda Democrática                                         | Paco Moncayo Gallegos       | 478.941 | 55,05% |
| Movimiento Quito En Acción - Partido Socialista-Frente Amplio | Rodrigo Paz Delgado         | 314.241 | 36,46% |
| Frente Independiente Nacionalista                             | Gustavo Burgos Cabezas      | 24.446  | 2,81%  |
| Partido Renovador Institucional de Acción Nacional            | Marcelo Cruz Utreras        | 24.097  | 2,77%  |
| Partido Sociedad Patriótica 21 de Enero                       | Ermel Fiallo Grunauer       | 19.343  | 2,22%  |
| Partido Roldosista Ecuatoriano                                | Eduardo de la Cadena Flores | 5.935   | 0,68%  |

### Concejales Metropolitanos electos
| Partido           | Candidato a Concejal | Votos   | %     |
| ----------------- | -------------------- | ------- | ----- |
| ID con Pachakutik | Andres Vallejo       | 244.241 | 5,08% |
| ID con Pachakutik | Wilma Andrade        | 231.106 | 4,80% |
| ID con Pachakutik | Augusto Barrera      | 224.516 | 4,66% |
| ID con Pachakutik | Margarita Carranco   | 218.338 | 4,54% |
| ID con Pachakutik | Patricia Ruiz        | 214.602 | 4,46% |
| ID con Pachakutik | Luis Caicedo         | 213.214 | 4,43% |
| MQEA con PS-FA    | Luz Elena Coloma     | 126.049 | 2,62% |
| MQEA con PS-FA    | Fernando Carrión     | 117.454 | 2,44% |